# The Clique (film)
Pour les articles homonymes, voir Clique.
Pour plus de détails, voir Fiche technique et Distribution.
The Clique est un film américain réalisé par Michael Lembeck, sorti en 2008. Le film a été co-produit par Bankable Productions, l'entreprise de Tyra Banks.

## Synopsis
Une adolescente qui ne connaît rien à la mode se fait transférer dans une école de riches filles qui elles portent un grand sens d’intérêt au monde de la mode. Elle essaie de se faire accepter par les filles populaires de son collège.

## Fiche technique
- Titre : The Clique
- Réalisation : Michael Lembeck
- Scénario : Liz Tigelaar d'après le roman de Lisi Harrison
- Musique : George S. Clinton
- Photographie : Michael Weaver
- Montage : David Finfer
- Production : Bob Levy et Leslie Morgenstein
- Société de production : Alloy Entertainment et Bankable Productions
- Pays de production :  États-Unis
- Genre : Comédie dramatique
- Durée : 87 minutes
- Dates de sortie : 
  - États-Unis : 11 novembre 2008

## Distribution
- Elizabeth McLaughlin : Massie Block
- Ellen Marlow : Claire Lyons
- Sophie Anna Everhard : Dylan Marvil
- Samantha Boscarino : Alicia Rivera
- Elizabeth Gillies : Shelby
- Bridgit Mendler : Kristen Gregory
- Elizabeth Keifer : Judy Lyons
- Julie Lauren : Kendra Block
- Dylan Minnette : Todd Lyons
- David Chisum : William Block
- Neal Matarazzo : Jay Lyons
- Vanessa Marano : Layne Abeley
- Keli Price : Chris Abeley
- Boris McGiver : Isaac
- Lisa Masters : Mme. Marvil
- Shelby Stanton : Jenna
- Stephen Guarino : Vincent
- Nazanin Homa : Mme. Alvarez
- Nancy Beard : la professeure de yoga
- Angel Desai : l'infirmière Adele
- Juliana Parinello : Debbie Weecer
- Camila Vignaud : Fawn